# Toghe rotte
Cioè dei Parlamentari, dei governi e fors'anche di una buona parte dei cittadini che di una Giustizia funzionante hanno una paura fottuta 
(Dalla prefazione di Marco Travaglio)»
Toghe rotte. La giustizia raccontata da chi la fa è un libro a cura di Bruno Tinti, Procuratore aggiunto presso la Procura di Torino, edito da Chiarelettere. Il libro è uscito il 20 settembre 2007 e raccoglie le testimonianze di Tinti e di altri colleghi sulla situazione della giustizia italiana e sulle compromissioni della magistratura.
La prefazione è curata da Marco Travaglio e il libro si divide in due parti "La Giustizia quotidiana" e "Che cosa c'è che non va" composte a loro volta da diversi capitoli.